# Иванчик, Тамаш
Тамаш Иванчик (венг. Iváncsik Tamás; род. 3 апреля 1983) — венгерский гандболист. Выступал за сборную Венгрии.

## Игровая карьера
Воспитанник клуба «Дьёр», где и начал карьеру. В 2006 году выступал один сезон за «Дунафер». В 2007 году перешёл в «Веспрем». В 2014 году перешёл в румынский клуб «Минауэр Байа Маре», в 2015 году перешёл в норвежский клуб «Эльверум Гандбол». В сентябре 2017 года объявил о завершении профессиональной карьеры

Выступал за сборную Венгрии, в составе которой провёл 113 матчей и забросил 270 гола.

## Награды
- Победитель чемпионата Венгрии: 2008, 2009, 2010, 2011, 2012, 2013, 2014
- Обладатель кубка Венгрии: 2009, 2010, 2011, 2012, 2013, 2014
- Победитель чемпионата Норвегии: 2016
- Победитель Кубка обладателей кубков: 2008